# Peire Peliser
Peire Peliser (o Pelissier) (fl. finals del s. XII-principis del XIII) fou un trobador occità.

## Vida
No es tenen pràcticament notícies d'aquest trobador. En el cançoner H es conserva una vida, en realitat un text entre la vida i la razó, que explica l'origen de les cobles intercanviades amb Dalfí d'Alvernha. Aquest text conté els elements biogràfics següents: Peire Pelisier era de Martel, burg del vescomte de Turena; era un burguès que era una persona de tan gran valor que el vescomte l'havia fet batlle senyorial de la seva terra. Peire hauria deixat diners a Dalfí d'Alvernha, que feia la cort a la filla del vescomte, anomenada Comtor. Però després, quan va voler recuperar els diners, l'altre no els hi volgué tornar. Amb aquest motiu tingueren l'intercanvi de coblas, el text de les quals només s'ha transmès dins d'aquesta vida, que qualifica la resposta de Dalfí de vilana i iniqua.

## Obra
- (353,1)[2] Al Dalfin man q'estei dins son hostal (cobla intercanviada amb Dalfín d'Alvernha)
- (353,2) En Pelizer cauzetz de tres lairos (cobla intercanviada amb Blacatz)

### Repertoris
- Alfred Pillet / Henry Carstens, Bibliographie der Troubadours von Dr. Alfred Pillet […] ergänzt, weitergeführt und herausgegeben von Dr. Henry Carstens. Halle : Niemeyer, 1933 [Peire Peliser és el número PC 353]
- Guido Favati (editor), Le biografie trovadoriche, testi provenzali dei secc. XIII e XIV, Bologna, Palmaverde, 1961, pàg. 230
- Martí de Riquer, Vidas y retratos de trovadores. Textos y miniaturas del siglo XIII, Barcelona, Círculo de Lectores, 1995 p. 153-154 [Reproducció de la vida-razó, amb traducció a l'espanyol]
- E. Wilson Poe, "The Vidas and Razos" in: F. R. P. Akehurst, Judith M. Davis, A Handbook of the Troubadours. Berkeley: University of California Press, 1995